# Konrad Wasielewski
Konrad Henryk Wasielewski (ur. 19 grudnia 1984 w Szczecinie) – polski wioślarz, czterokrotny mistrz świata, mistrz olimpijski.

## Życiorys
Zawodnik AZS Szczecin. Wielokrotny mistrz Polski w wioślarstwie, a także m.in. czterokrotny mistrz świata w czwórce podwójnej i jednokrotny mistrz Europy w tej konkurencji. Dwukrotnie startował na letnich igrzyskach olimpijskich. W Pekinie w 2008 osada w składzie Michał Jeliński, Marek Kolbowicz, Adam Korol i Konrad Wasielewski wywalczyła złoty medal. Karierę sportową oficjalnie zakończył w 2016.
Absolwent Instytutu Kultury Fizycznej Uniwersytetu Szczecińskiego.
Odznaczony Krzyżem Kawalerskim Orderu Odrodzenia Polski (2008). Uhonorowany także tytułem Ambasadora Szczecina.
Był członkiem komitetu poparcia Bronisława Komorowskiego przed wyborami prezydenckimi w 2010 i w 2015.

## Osiągnięcia
Igrzyska olimpijskie
- Pekin 2008: czwórka podwójna – 1. miejsce
- Londyn 2012: czwórka podwójna – 6. miejsce[1][7]

Mistrzostwa świata
- 1. miejsce – czwórka podwójna (2005, 2006, 2007, 2009)[1]

Mistrzostwa Europy
- 1. miejsce – czwórka podwójna (2010)
- 2. miejsce – czwórka podwójna (2013)
- 3. miejsce – czwórka podwójna (2011)

Młodzieżowe mistrzostwa świata
- 2. miejsce – czwórka podwójna (2004)
- 3. miejsce – czwórka podwójna (2003)